# ジョージ・イェルヴァートン (第2代サセックス伯爵)
第2代サセックス伯爵ジョージ・オーガスタス・イェルヴァートン（英語: George Augustus Yelverton, 2nd Earl of Sussex、1727年7月27日 – 1758年1月8日）は、グレートブリテン王国の貴族。1727年から1731年までロングヴィル子爵の儀礼称号を使用した。

## 生涯
初代サセックス伯爵タルボット・イェルヴァートンとルーシー・ペラム（Lucy Pelham、1695年頃 – 1730年5月25日、ヘンリー・ペラムの娘）の長男として、1727年7月27日に生まれた。1731年10月27日に父が死去すると、サセックス伯爵の爵位を継承した。
アーヘンの和約によりケープ・ブレトン島がイギリスからフランスに返還されるとき、サセックス伯爵がその保証としての人質の1人に選ばれたため、1748年10月から1749年8月までパリに滞在した。1749年には王太子フレデリック・ルイスの寝室侍従に任命され、1751年に王太孫ジョージの寝室侍従に任命された。
1758年1月8日に生涯未婚のまま死去、イーストン・モーディットで埋葬された。弟ヘンリーが爵位を継承した。